# Crevedia Mare
Crevedia Mare é uma comuna romena localizada no distrito de Giurgiu, na região de Muntênia. A comuna possui uma área de 35.27 km² e sua população era de 4933 habitantes segundo o censo de 2007.